# SN 2012ae
SN 2012ae – supernowa typu Ia, odkryta 13 lutego 2012 roku w galaktyce A085856+2303. W momencie odkrycia, miała maksymalną jasność 18,4m.